# Earias chromataria
Earias chromataria är en fjärilsart som beskrevs av Walker 1863. Earias chromataria ingår i släktet Earias och familjen trågspinnare. Inga underarter finns listade i Catalogue of Life.